# Bill P.Stark
Bill P. Stark är en amerikansk entomolog verksam vid Mississippi College.
Auktorsnamnet Stark kan användas för Bill P.Stark i samband med ett vetenskapligt namn inom zoologin; se Wikipedia-artiklar som länkar till auktorsnamnet.